# محمد الحياني (حكم تنس)
محمد الحياني (مواليد 27 يونيو 1966) هو حكم تنس سويدي من أصل مغربي، حاصل على الشارة الدولية الذهبية المعتمدة من رابطة محترفي التنس. يُشتهر بتحكيمه لأطول مباراة في تاريخ التنس، خلال بطولة ويمبلدون 2010.
تم توقيفه لفترة وجيزة سنة 2018 بسبب كلمات التشجيع للأسترالي نيك كيريوس خلال مباراته مع الفرنسي بيار هوغو هربرت ضمن بطولة أمريكا المفتوحة للتنس 2018. 

## مسيرته
ولد الحياني في مدينة تافراوت المغرب في 27 يونيو 1966. هاجرت عائلته إلى السويد عندما كان طفلاً. نشأ في مدينة أوبسالا التي تبعد بـ70 كم عن العاصمة ستوكهولم. خلال فترة شبابه، درس ليصبح مدرسًا رياضيًا وعمل في الوقت نفسه طباخًا في مطعم العائلة. افتتح ناديًا للجمباز في عام 1990، ثم قرر بعد ذلك بوقت قصير أن يُكرّس نفسه للتحكيم. بدأ كحم مساعد خلال الألعاب الأولمبية الصيفية 1992 في برشلونة. أصبح حكما رئيسيا دوليا في عام 1993، وسرعان ما ارتقى من خلال الرتب ليحصل على الشارة الدولية الذهبية سنة 1997. يعيش حاليًا مع عائلته في إسبانيا.
خلال مسيرته المهنية، أشرف الحياني على العديد من المباريات البارزة في بطولات الجراند سلام ورابطة محترفي التنس، بما في ذلك عددا من مواجهات روجر فيدرر ورفائيل نادال. ونهائي بطولة ويمبلدون 2013 - فردي الرجال، ونهائيات الجولة العالمية لرابطة محترفي التنس لسنوات 2008 و2010 و2013.